# Far East Cup w biegach narciarskich 2015/2016
Far East Cup w biegach narciarskich 2015/2016 to kolejna edycja tego cyklu zawodów składająca się z dziewięciu biegów. Rywalizacja rozpoczęła się 16 grudnia 2015 w koreańskim Alpensia Resort, a zakończyła się 27 stycznia 2016 w tym samym miejscu.
W poprzednim sezonie tego cyklu najlepszą wśród kobiet była Japonka Yuki Kobayashi, a wśród mężczyzn Japończyk Kaichi Naruse. W tym roku najlepszą wśród znowu okazała się Japonka Yuki Kobayashi. Wśród mężczyzn natomiast najlepszy okazał się również Japończyk Akira Lenting.

## Kalendarz i wyniki

### Kobiety
| Lp | Data             | Miejscowość     | Dystans            | 1. miejsce      | 2. miejsce     | 3. miejsce      |
| -- | ---------------- | --------------- | ------------------ | --------------- | -------------- | --------------- |
| 1. | 16 grudnia 2015  | Alpensia Resort | 5 km s. klasycznym | Chisa Ōbayashi  | Yuki Kobayashi | Sumiko Ishigaki |
| 2. | 17 grudnia 2015  | Alpensia Resort | 5 km s. dowolnym   | Sumiko Ishigaki | Yuki Kobayashi | Chisa Ōbayashi  |
| 3. | 26 grudnia 2015  | Otoineppu       | 5 km s. klasycznym | Masako Ishida   | Yuki Kobayashi | Chisa Ōbayashi  |
| 4. | 27 grudnia 2015  | Otoineppu       | 5 km s. dowolnym   | Masako Ishida   | Lee Chae-won   | Yuki Kobayashi  |
| 5. | 6 stycznia 2016  | Sapporo         | 5 km s. klasycznym | Yuki Kobayashi  | Chisa Ōbayashi | Sumiko Ishigaki |
| 6. | 7 stycznia 2016  | Sapporo         | Sprint s. dowolnym | Naoko Azegami   | Yuki Kobayashi | Sumiko Ishigaki |
| 7. | 8 stycznia 2016  | Sapporo         | 10 km s. dowolnym  | Yuki Kobayashi  | Chisa Ōbayashi | Sumiko Ishigaki |
| 8. | 26 stycznia 2016 | Alpensia Resort | 5 km s. klasycznym | Han Da-som      | Ju Hye-ri      | Je Sang-mi      |
| 9. | 27 stycznia 2016 | Alpensia Resort | 10 km s. dowolnym  | Ju Hye-ri       | Han Da-som     | Lee Ji-yun      |

### Mężczyźni
| Lp | Data             | Miejscowość     | Dystans              | 1. miejsce           | 2. miejsce        | 3. miejsce        |
| -- | ---------------- | --------------- | -------------------- | -------------------- | ----------------- | ----------------- |
| 1. | 16 grudnia 2015  | Alpensia Resort | 7,5 km s. klasycznym | Takanori Ebina       | Kohei Shimizu     | Jumpu Nishida     |
| 2. | 17 grudnia 2015  | Alpensia Resort | 7,5 km s. dowolnym   | Takanori Ebina       | Kohei Shimizu     | Yosuke Kobayashi  |
| 3. | 26 grudnia 2015  | Otoineppu       | 10 km s. klasycznym  | Keishin Yoshida      | Akira Lenting     | Jun Ishikawa      |
| 4. | 27 grudnia 2015  | Otoineppu       | 10 km s. dowolnym    | Jun Ishikawa         | Keishin Yoshida   | Akira Lenting     |
| 5. | 6 stycznia 2016  | Sapporo         | 10 km s. klasycznym  | Keishin Yoshida      | Hiroyuki Miyazawa | Takanori Ebina    |
| 6. | 7 stycznia 2016  | Sapporo         | Sprint s. dowolnym   | Nobuhito Kashiwabara | Hiroyuki Miyazawa | Akira Lenting     |
| 7. | 8 stycznia 2016  | Sapporo         | 15 km s. dowolnym    | Akira Lenting        | Keishin Yoshida   | Jun Ishikawa      |
| 8. | 26 stycznia 2016 | Alpensia Resort | 10 km s. klasycznym  | Akira Lenting        | Hiroyuki Miyazawa | Takanori Ebina    |
| 9. | 27 stycznia 2016 | Alpensia Resort | 15 km s. dowolnym    | Akira Lenting        | Takanori Ebina    | Hiroyuki Miyazawa |

## Klasyfikacje
| Lp. | Zawodniczka     | Punkty |
| --- | --------------- | ------ |
| 1.  | Yuki Kobayashi  | 580    |
| 2.  | Chisa Ōbayashi  | 480    |
| 3.  | Sumiko Ishigaki | 414    |
| 4.  | Ju Hye-ri       | 304    |
| 5.  | Naoko Azegami   | 291    |
| 6.  | Han Da-som      | 256    |
| 7.  | Yu Kaisaka      | 209    |
| 8.  | Masako Ishida   | 200    |
| 9.  | Yuka Otsuka     | 194    |
| 10. | Je Sang-mi      | 168    |
| 11. | Yuki Matsudate  | 162    |
| 12. | Miki Kodama     | 161    |
| 13. | Lee Ji-yun      | 158    |
| 14. | Kozue Takizawa  | 142    |
| 15. | Narumi Hando    | 135    |

| Lp. | Zawodnik             | Punkty |
| --- | -------------------- | ------ |
| 1.  | Akira Lenting        | 532    |
| 2.  | Takanori Ebina       | 490    |
| 3.  | Hiroyuki Miyazawa    | 414    |
| 4.  | Keishin Yoshida      | 396    |
| 5.  | Kohei Shimizu        | 292    |
| 6.  | Jun Ishikawa         | 258    |
| 7.  | Nobuhito Kashiwabara | 216    |
| 8.  | Yuma Yoshida         | 174    |
| 9.  | Takatsugu Uda        | 170    |
| 10. | Kaichi Naruse        | 166    |
| 11. | Kim Min-woo          | 159    |
| 12. | Jumpu Nishida        | 156    |
| 13. | Cho Yong-jin         | 148    |
| 14. | Kim Eun-ho           | 143    |
| 15. | Jung Eui-myung       | 125    |